# Голубая точка
«Голубая точка. Космическое будущее человечества» (англ. Pale Blue Dot: A Vision of the Human Future in Space) — документальное произведение Карла Сагана, продолжение книги «Космос», вдохновленное знаменитой фотографией Pale Blue Dot, которой Саган даёт живое описание. В книге учёный объединяет философию о месте человека во Вселенной с описанием современных знаний о Солнечной системе. Также он подробно излагает перспективы будущего человечества.

## Содержание
Первая часть книги рассматривает делавшиеся в течение всей истории утверждения о том, что Земля и человеческий вид уникальны. Саган предполагает две причины живучести идеи геоцентрической Вселенной: чувство человеческой гордости за своё существование, и угроза пытки тех, кто с этим не согласен, особенно во времена инквизиции. Тем не менее, автор также признаёт, что научные инструменты, доказывающие обращение Земли вокруг Солнца (до последних столетий) не были достаточно точны для измерения таких эффектов как параллакс, создавая трудность для доказательства астрономами того, что геоцентрическая теория была ложной.
После заявления о том, что мы познали смирение от понимания того, что не являемся центром Вселенной, Саган переходит к рассказу об исследовании Солнечной системы. Он начинает с рассказа о программе Вояджер, в которой участвовал. Учёный описывает трудности работы при низкой освещённости отдалённых планет, а также механические и компьютерные проблемы с которыми сталкиваются два аппарата с течением времени, и которые не всегда можно распознать и решить дистанционно. Затем Саган рассматривает все основные планеты и некоторые их спутники, включая Титан, Тритон и Миранду, останавливаясь на вопросе о том, возможна ли жизнь на окраинах Солнечной системы.
Саган утверждает, что изучение других планет помогает лучше понять происходящее на Земле и защитить единственную обитаемую планету человечества от экологической катастрофы. Он полагает, что решение NASA прекратить исследование Луны после программы Аполлон было недальновидным, несмотря на расходы и снижающуюся популярность программы среди граждан Соединённых Штатов. Саган говорит о том, что исследование космоса должно сосредоточиться на способах защиты Земли и расширении местообитания людей за её пределы. Книга была опубликована в тот же самый год, когда комета Шумейкеров — Леви 9 столкнулась с Юпитером, на примере данного события Саган показывает опасность, которая грозит Земле от случайного столкновения с астероидом или кометой, достаточно крупным, чтобы причинить значительный урон. Он утверждает, что обществу нужно следить за крупными внеземными объектами, иначе мы рискуем потерять всё. Саган доказывает, что для того, чтобы сохранить человеческий вид, нужно колонизировать космос и проводить терраформирование.
В конце книги жена Сагана Энн Друян предлагает выбрать читателю одну из сфотографированных планет, показанных в книге в виде точек, и представить, что на этой планете живут обитатели, которые верят, что Вселенная была создана только для них. Она разделяет мнение Сагана, что люди не настолько значительны, как они о себе думают.
Первое издание книги включало обширный список иллюстраций и фотографий, в основном предоставленных NASA. Другие издания ссылались на различные изображения, которые не были включены в книгу.

## Издания на русском языке
- Карл Саган. Голубая точка. Космическое будущее человечества = Pale Blue Dot. A Vision of the Human Future in Space. — М.: Альпина нон-фикшн, 2016. — 406 с. — ISBN 978-5-91671-573-6.

Книга получила высокие оценки экспертов программы «Всенаука». Благодаря чему попала в число научно-популярных книг, которые в рамках проекта «Дигитека» распространяются в электронном виде бесплатно для всех читателей.